# Eurovision Song Contest 1989
Il trentaquattresimo Gran Premio Eurovisione della Canzone si tenne a Losanna (Svizzera) il 6 maggio 1989.

## Storia
Nel 1989 tutti e 21 i paesi dell'anno precedente parteciparono al concorso, più Cipro che fece il suo ritorno, portando il numero dei partecipanti a 22. La partecipante francese, Nathalie Paque, aveva 11 anni, mentre uno dei cantanti israeliani, Gili, ne aveva 12; l'EBU nel 1990 introdurrà la regola secondo la quale, l'età minima per partecipare al “Gran Premio dell'Eurovisione” è di 16 anni. Un'altra regola che venne introdotta era quella che prevedeva, in caso di pareggio, la vittoria della nazione che aveva ricevuto più volte i 12 punti; nel caso ci fosse stato ancora una situazione di pareggio, avrebbe vinto la nazione con più 10 punti.
Céline Dion, ospite della manifestazione, interpretò due canzoni: Ne partez pas sans moi, con la quale aveva vinto l'anno precedente, e Where Does my Heart Beat Now. Il “Gran Premio” fu vinto, a sorpresa, dalla Jugoslavia con la canzone Rock me interpretata da Riva. L'Italia si esibisce per prima e si piazza al nono posto con Anna Oxa e Fausto Leali, che interpretano il brano Avrei voluto.

## Stati partecipanti

Stati partecipanti
Paesi che hanno partecipato in passato ma non nel 1989

Stati partecipanti
     Paesi che hanno partecipato in passato ma non nel 1989
| Stato                    | Artista                                | Brano                        | Lingua       | Processo di selezione                                                                 |
| ------------------------ | -------------------------------------- | ---------------------------- | ------------ | ------------------------------------------------------------------------------------- |
| Austria                  | Thomas Forstner                        | Nur ein Lied                 | Tedesco      | Interno                                                                               |
| Belgio                   | Ingeborg                               | Door de wind                 | Olandese     | Eurosong 1989, 18 marzo 1989                                                          |
| Cipro                    | Yiannis Savvidakis & Fani Polymeri     | Apopse as vrethume           | Greco        | Interno                                                                               |
| Danimarca                | Birthe Kjær                            | Vi maler byen rød            | Danese       | Dansk Melodi Grand Prix 1989, 25 marzo 1989                                           |
| Finlandia                | Anneli Saaristo                        | La dolce vita                | Finlandese   | Euroviisukarsinta 1989, 4 febbraio 1989                                               |
| Francia                  | Nathalie Pâque                         | J'ai volé la vie             | Francese     | Interno                                                                               |
| Germania Ovest           | Nino De Angelo                         | Flieger                      | Tedesco      | Ein Lied für Lausanne, 23 marzo 1989                                                  |
| Grecia                   | Marianna Efstratiou                    | To diko sou asteri           | Greco        | Ellinikós Telikós 1989, 31 marzo 1989                                                 |
| Irlanda                  | Kiev Connolly & The Missing Passengers | The Real Me                  | Inglese      | Eurosong 1989, 12 marzo 1989                                                          |
| Islanda                  | Daníel Ágúst Haraldsson                | Það sem enginn sér           | Islandese    | Söngvakeppni Sjónvarpsins 1989                                                        |
| Israele                  | Gili & Galit                           | Derekh Hamelekh              | Ebraico      | Kdam Eurovision 1989                                                                  |
| Italia                   | Anna Oxa & Fausto Leali                | Avrei voluto                 | Italiano     | Festival di Sanremo 1989 per l'artista, 25 febbraio 1989; scelta interna per il brano |
| Jugoslavia               | Riva                                   | Rock Me                      | Serbo-croato | Jugovizija 1989, 4 marzo 1989                                                         |
| Lussemburgo              | Park Café                              | Monsieur                     | Francese     | Selezione interna per l'artista; Finale nazionale per il brano, 5 marzo 1989          |
| Norvegia                 | Britt Synnøve Johansen                 | Venners nærhet               | Norvegese    | Melodi Grand Prix 1989, 11 marzo 1989                                                 |
| Paesi Bassi              | Justine Pelmelay                       | Blijf zoals je bent          | Olandese     | Nationaal Songfestival 1989, 10 marzo 1989                                            |
| Portogallo               | Da Vinci                               | Conquistador                 | Portoghese   | Festival da Canção 1989, 7 marzo 1989                                                 |
| Regno Unito              | Live Report                            | Why Do I Always Get It Wrong | Inglese      | A Song For Europe 1989, 24 marzo 1989                                                 |
| Spagna                   | Nina                                   | Nacida para amar             | Spagnolo     | Interno                                                                               |
| Svezia                   | Tommy Nilsson                          | En dag                       | Svedese      | Melodifestivalen 1989, 11 marzo 1989                                                  |
| Svizzera (organizzatore) | Furbaz                                 | Viver senza tei              | Romancio     | Concours Eurovision 1989, 18 febbraio 1989                                            |
| Turchia                  | Grup Pan                               | Bana Bana                    | Turco        | Finale nazionale, 11 marzo 1989                                                       |

### Artisti ritornanti
Quest'anno, nessun artista aveva partecipato prima del concorso.

## Struttura di voto
Ogni paese premia con dodici, dieci, otto e dal sette all'uno, punti per le proprie dieci canzoni preferite.

## Orchestra
Diretta dai maestri: Haris Andreadis (Cipro), Anders Berglund (Svezia), Juan Carlos Calderón (Spagna), Luis Duarte (Portogallo), Ronnie Hazlehurst (Regno Unito), Nikica Kalogjera (Jugoslavia), Benoît Kaufman (Lussemburgo, Danimarca e Svizzera), Noel Kelehan (Irlanda), Pete Knutsen (Norvegia), Henrik Krogsgård (Danimarca), Guy Matteoni (Francia), Mario Natale (Italia), Giorgos Niarchos (Grecia), Shaike Paikov (Israele), Ossi Runne (Finlandia), Timur Selçuk (Turchia), Freddy Sunder (Belgio) e Harry Van Hoof (Paesi Bassi). Le canzoni austriache, islandesi e tedesche non hanno utilizzato l'accompagnamento orchestrale.

## Classifica
| N° | Stato          | Cantante                              | Canzone                       | Punti | Posizione |
| -- | -------------- | ------------------------------------- | ----------------------------- | ----- | --------- |
| 01 | Italia         | Anna Oxa & Fausto Leali               | Avrei voluto                  | 56    | 9         |
| 02 | Israele        | Gili & Galit                          | Derech ha'melech              | 50    | 12        |
| 03 | Irlanda        | Kiev Connoly & The Missing Passengers | The Real Me                   | 21    | 18        |
| 04 | Paesi Bassi    | Justine Pelmelay                      | Blijf zoals je bent           | 45    | 15        |
| 05 | Turchia        | Grup Pan                              | Bana bana                     | 5     | 21        |
| 06 | Belgio         | Ingerborg                             | Door de wind                  | 13    | 19        |
| 07 | Regno Unito    | Live Report                           | Why Do I Always Get It Wrong? | 130   | 2         |
| 08 | Norvegia       | Britt Synnøve                         | Venners nærhet                | 30    | 17        |
| 09 | Portogallo     | Da Vinci                              | Conquistador                  | 39    | 16        |
| 10 | Svezia         | Tommy Nilsson                         | En dag                        | 110   | 4         |
| 11 | Lussemburgo    | Park Café                             | Monsieur                      | 8     | 20        |
| 12 | Danimarca      | Birthe Kjær                           | Vi maler byen rød             | 111   | 3         |
| 13 | Austria        | Thomas Forstner                       | Nur ein Lied                  | 97    | 5         |
| 14 | Finlandia      | Anneli Saaristo                       | La dolce vita                 | 76    | 7         |
| 15 | Francia        | Nathalie Pâque                        | J'ai volé la vie              | 60    | 8         |
| 16 | Spagna         | Nina                                  | Nacida para amar              | 88    | 6         |
| 17 | Cipro          | Fani Polyméri & Yiánnis Savvidákis    | Apópse as brethoúme           | 51    | 11        |
| 18 | Svizzera       | Furbaz                                | Viver senza tei               | 47    | 13        |
| 19 | Grecia         | Marianna                              | Tó dikó sou astéri            | 56    | 9         |
| 20 | Islanda        | Daníel Ágúst                          | Það sem enginn sér            | 0     | 22        |
| 21 | Germania Ovest | Nino De Angelo                        | Flieger                       | 46    | 14        |
| 22 | Jugoslavia     | Riva                                  | Rock Me                       | 137   | 1         |

12 punti
| N. | A           | Da                                                   |
| -- | ----------- | ---------------------------------------------------- |
| 5  | Regno Unito | Francia, Germania, Lussemburgo, Norvegia, Portogallo |
| 4  | Jugoslavia  | Irlanda, Israele, Regno Unito, Turchia               |
| 3  | Austria     | Belgio, Grecia, Italia                               |
| 3  | Danimarca   | Finlandia, Paesi Bassi, Svezia                       |
| 3  | Svezia      | Austria, Danimarca, Jugoslavia                       |
| 2  | Grecia      | Cipro, Svizzera                                      |
| 1  | Cipro       | Islanda                                              |
| 1  | Italia      | Spagna                                               |